# Wikipedia tiếng Miến Điện
Wikipedia tiếng Miến Điện (tiếng Miến Điện: မြန်မာဝီကီပီးဒီးယား phát âm [mjəmà wɪkɨˈpiːdiə]) là phiên bản tiếng Miến Điện của bách khoa toàn thư trực tuyến miễn phí Wikipedia. Phiên bản này bắt đầu vào tháng 7 năm 2004 và có khoảng 104.000 bài viết tính đến tháng 1 năm 2023.
Tính đến tháng 1 năm 2023, có khoảng 108.000 người dùng, 4 quản trị viên và 2.965 tập tin trên Wikipedia tiếng Miến Điện, xếp thứ 70 theo số lượng bài viết.

## Lịch sử

### Mốc thời gian
- 2004: Wikipedia tiếng Miến Điện ra mắt.
- 2005: Một số thành viên Wikipedia tiếng Miến Điện tham gia và bắt đầu viết bài.
- 2008: Nội dung phát triển mạnh.
- 2010: Hội thảo Wikipedia tiếng Miến Điện đầu tiên được tổ chức tại Bangkok, Thái Lan với sự tham gia của các thành viên từ Wikimedia Foundation, các chuyên gia Unicode trong nước và quốc tế và các thành viên Wikipedia tiếng Miến Điện.
- 2012: Wikipedia tiếng Miến Điện được giới thiệu tại Barcamp Yangon.

### Sự kiện và khuyến khích
| Bài viết                  | 109341 |
| Tập tin                   | 2914   |
| Sửa đổi                   | 882070 |
| Người dùng                | 130151 |
| Người dùng đang hoạt động | 108    |
| Quản trị viên             | 4      |

Hiệp hội Chuyên gia Máy tính Myanmar đã khởi động dự án Wikipedia Myanmar với mục đích mở rộng Wikipedia vào năm 2010.
Cộng đồng Wikipedia tiếng Miến Điện đã tổ chức hội thảo chung đầu tiên tại Yangon, Miến Điện (Myanmar) với sự giúp đỡ của Telenor Myanmar vào tháng 6 năm 2014 để tuyển tình nguyện viên mới. Diễn đàn Wikipedia tiếng Miến Điện được tổ chức tại Đại học Dagon vào tháng 7 năm 2014 thu hút hơn 2.000 người, bao gồm cả sinh viên.

## Thách thức
Phần lớn người dùng Internet Miến Điện sử dụng phông chữ Zawgyi không phải Unicode nên họ gặp khó khăn khi xem Wikipedia tiếng Miến Điện trước năm 2019.